# Guerra civil lituana (1432-1438)
La Guerra civil lituana de 1432-1438  fue un conflicto sobre la sucesión al trono del Gran Ducado de Lituania, después de que Vitautas el Grande muriera en 1430 sin dejar un heredero. La guerra por el trono fue entre Švitrigaila, aliado con la Orden Teutónica, y el Segismundo I Kęstutaitis, respaldado por el Reino de Polonia. La guerra amenazó con destruir la Unión de Krewo, la unión entre Polonia y Lituania. La alianza de Švitrigaila con el Gran maestre de la Orden Teutónica, Paul von Rusdorf, inició la Guerra Polaca-Teutónica (1431-1435) pero no logró la victoria de Švitrigaila.
Cuando Segismundo tomó el poder en Lituania al organizar un golpe de Estado en 1432, Lituania se dividió en dos bandos opuestos, y allí comenzaron tres años de devastadoras hostilidades. Para evitar que los Caballeros continuaran apoyando a Švitrigaila, Polonia apoyó una invasión husita de Prusia en 1433. La guerra terminó con una derrota decisiva para Švitrigaila y su aliado, la rama de Livonio de los Caballeros Teutónicos, en la Batalla de Pabaiskas en septiembre de 1435. Švitrigaila finalmente se rindió en 1437; Segismundo Kęstutaitis gobernó Lituania por solo ocho años antes de ser asesinado en 1440.

## Preludio
El Gran Ducado de Lituania y el Reino de Polonia habían creado varias uniones débiles en las décadas anteriores al conflicto, incluida la Unión de Krewo en 1385, el Acuerdo de Ostrów en 1392 y la Unión de Horodło en 1413. Los dos estados habían unido fuerzas con éxito contra un enemigo común, los Caballeros Teutónicos, en la Batalla de Grunwald en 1410. La derrota de los Caballeros en la batalla los debilitó pero no venció por completo su poder militar y continuaron participando en conflictos menores. Las tensiones internas dentro del estado tentativamente unificado persistieron después de la batalla. Mientras Jogaila (Jagiełło) y Vytautas se habían convertido al catolicismo, la élite ortodoxa oriental, junto con algunos magnates lituanos, se opusieron a una unión más estrecha con Polonia.
El 27 de octubre de 1430 Vytautas el Grande, Gran Duque de Lituania, murió repentinamente sin dejar un heredero o un testamento. Su coronación como rey de Lituania se había programado para septiembre de 1430, pero los polacos habían impedido que la corona llegara a Lituania. Su única hija, Sofía de Lituania, se había casado con Basilio I de Moscú y solo tenía un hijo sobreviviente, Basilio II de Moscú. Era ortodoxo y no pudo dirigir el Gran Ducado católico recientemente cristianizado. Su adherencia a la fe ortodoxa también impidió que muchos otros Gedimínidas se hicieran pretendientes al trono. Había dos candidatos católicos más idóneos: el hermano de Vytautas y heredero legal, Segismundo Kęstutaitis, y el primo de Vytautas, Švitrigaila.
Los nobles lituanos eligieron unilateralmente a Švitrigaila como el nuevo Gran Duque. Esto violó los términos de la Unión de Horodło de 1413, en donde los lituanos se habían comprometido a no elegir un nuevo Gran Duque sin la aprobación del Reino de Polonia. En ese momento Jogaila (Jagiełło), rey de Polonia y hermano de Švitrigaila, estaba en Lituania y participó en el funeral de Vytautas. El 7 de noviembre de 1430, anunció que aprobaba la elección y que la relación polaco-lituana se determinaría formalmente el 15 de agosto de 1431. Sin embargo, estalló un conflicto armado debido a disputas territoriales en Podolia y Volhynia, que, según el la comprensión de la nobleza polaca, bajo los términos de un acuerdo de 1411, debía haber sido gobernada por Lituania solo durante la vida de Vytautas.

## Guerra Lituana

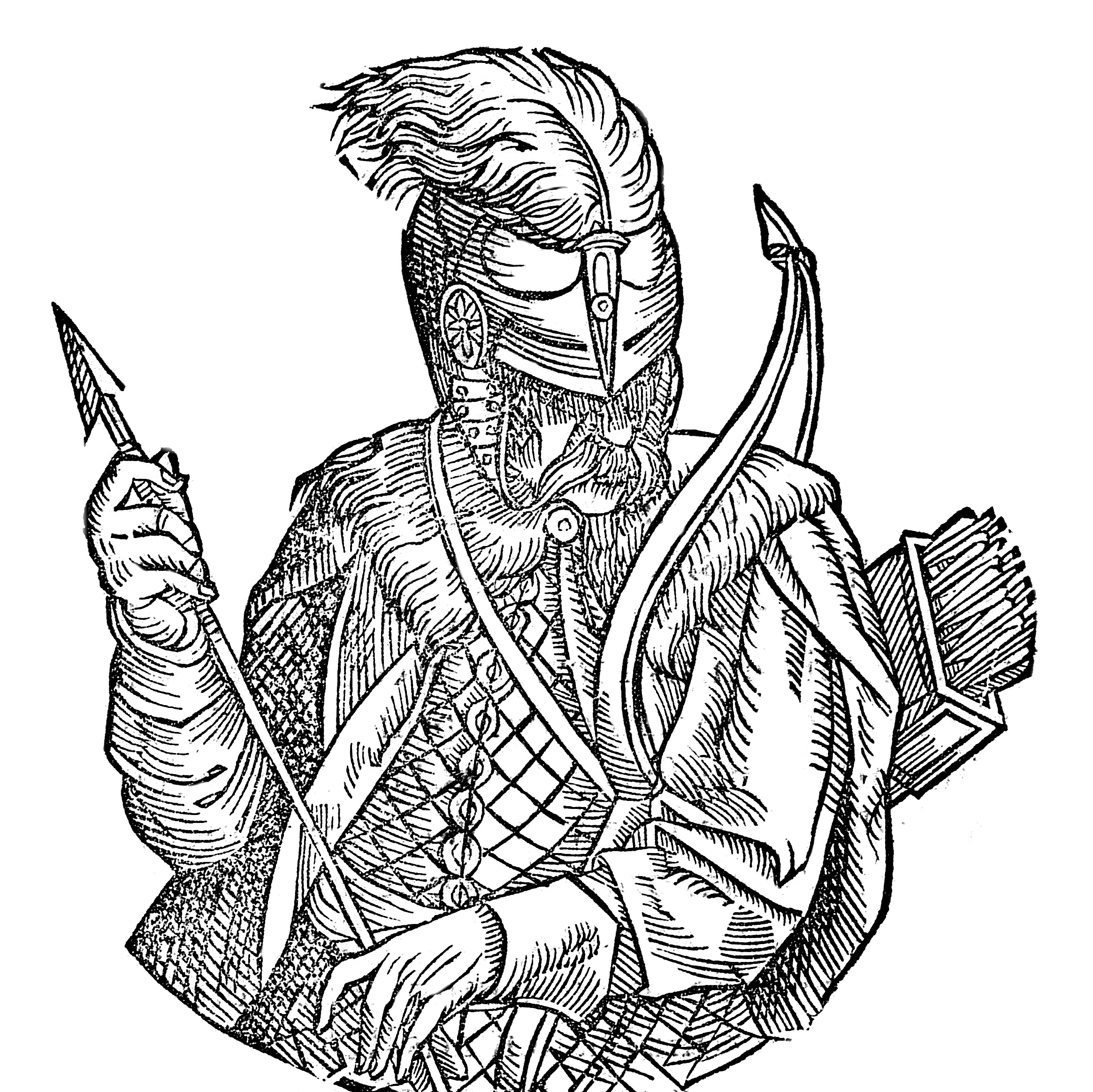
Švitrigaila retratado por Alexander Guagnini

Cuando las tropas polacas invadieron Podolia, Švitrigaila arrestó a su hermano Jogaila, rey de Polonia, en Vilnius. Jogaila fue liberado cuando prometió devolver a Podolia al Gran Ducado de Lituania. La nobleza polaca, dirigida por Zbigniew Oleśnicki, se reunió en Sandomierz en febrero de 1431. Indignados, anularon las promesas del Rey y exigieron que Švitrigaila reconociera su fidelidad a Jogaila. Švitrigaila se negó, profesó plena independencia, e incluso pidió al Sacro Emperador Romano Segismundo que le enviara la corona que había sido destinada a Vitautas. En la misma carta, Švitrigaila prometió su lealtad a Segismundo y discutió un posible matrimonio con una hija del Voivoda de Moldavia.
Švitrigaila comenzó a organizar una coalición antipolaca más amplia. Negoció con los Caballeros Teutónicos, con el Sacro Emperador Romano Segismundo, con Moldavia, con la Horda de Oro y con los duques de las tierras orientales del Gran Ducado de Lituania. El prospecto más prometedor como aliado fue la Orden Teutónica, que buscaba deshacer la unión polaco-lituana que había llevado a la derrota de la Orden en la Batalla de Grunwald (1410). En junio de 1431, los Caballeros Teutónicos y Švitrigaila firmaron el Tratado de Christmemel. La causa de Švitrigaila también fue ayudada por las fuerzas moldavas dirigidas por Alejandro el Bueno, quien atacó a Polonia en el sureste.
El 25 de junio de 1431, el ejército polaco invadió Volhynia. Capturaron parte de Volhynia, Horodło, Volodymyr-Volynskyi, Zbarazh, y derrotaron a los hombres de Švitrigaila cerca de Lutsk. Sin embargo, los polacos no lograron capturar el castillo de Lubart. Al mismo tiempo, de conformidad con el Tratado de Christmemel, los Caballeros Teutónicos declararon la guerra e invadieron Polonia. [12] Al encontrar poca oposición, los Caballeros devastó la Tierra Dobrzyń, tomando la ciudad de Nieszawa, y trataron de avanzar a las regiones de Kuyavia y Krajna. Sin embargo, el ejército teutónico fue derrotado el 13 de septiembre de 1431 en Dąbki, cerca de Nakel (ahora Nakło nad Notecią). Švitrigaila, que fue asediado en el Castillo de Lubart, ofreció negociar la paz el 20 de agosto. Se llegó a un acuerdo el 26 de agosto, lo que puso fin a la llamada Guerra de Lutsk. Se firmó una tregua formal en Staryi Chortoryisk el 1 de septiembre hasta el 24 de junio de 1433. El acuerdo fue más favorable para Polonia. Sin embargo, la tregua no resolvió la disputa subyacente. La guerra se transformó en una lucha diplomática, ya que Polonia intentó convertir a los nobles lituanos contra Švitrigaila.

## Golpe de Estado en Lituania
En abril de 1432 en Sieradz, los polacos ofrecieron a Švitrigaila el mismo trato que Vytautas durante su reinado: Švitrigaila sería el Gran Duque y Jogaila sería el Supremo Duque y después de la muerte de Švitrigaila el trono lituano se revertiría a uno de los hijos de Jogaila. Švitrigaila ostensiblemente rechazó la oferta cristalizando la resistencia local. El 31 de agosto de 1432, los conspiradores, incluido Semen Olshanski, Petras Mangirdaitis, Jonas Goštautas, atacaron a Švitrigaila y su escolta en Ashmiany, donde se alojaban durante la noche. Švitrigaila y algunos de sus partidarios, incluidos Jurgis Gedgaudas y Jonas Manvydas, lograron escapar a Pólatsk mientras su esposa embarazada estaba detenida. Los conspiradores instalaron a Sigismund Kęstutaitis, hermano de Vytautas, como el nuevo Gran Duque. No está claro qué grupos apoyaron a Sigismund o por qué. Posiblemente algunos nobles lituanos estaban descontentos con los favores que Švitrigaila había otorgado a los duques ortodoxos, pero antes del golpe no se había manifestado ninguna oposición. Segismundo, que no había desempeñado un papel importante en la política lituana antes del golpe, y que inicialmente había apoyado a Švitrigaila, reanudó la política de unión con Polonia. El 15 de octubre de 1432 firmó la Unión de Grodno, que en esencia confirmó la Unión de Vilnius y Radom (1401) y le otorgó a Sigismund los mismos derechos que Vytautas había disfrutado durante su reinado. Después de la muerte de Sigismund, Lituania debía regresar al Rey de Polonia. Segismundo también hizo concesiones territoriales a Polonia en los disputados Podolia y Volhynia.
Para ganar el apoyo de los nobles, en mayo de 1434 Segismundo otorgó un privilegio tanto a los nobles católicos como a los ortodoxos. El privilegio garantizaba su derecho a comprar, vender, intercambiar, regalar y heredar tierras. Los veldamas, una clase de campesinos dependientes, fueron liberados de impuestos y obligaciones para con el estado; todos sus ingresos ahora pertenecían a los nobles. Ningún noble debía ser castigado o encarcelado por crímenes sin una orden judicial. Lituania se dividió en dos campos: partidarios de Segismundo (tierras lituanas, Samogitia, Voivodato de Trakai y Minsk ); y partidarios de Švitrigaila ( Polotsk, Vitebsk, Smolensk, Kiev, Volhynia ). Comenzaron tres años de devastadoras hostilidades. El 8 de diciembre de 1432, los ejércitos de Švitrigaila y Segismundo se encontraron en la batalla de Amena. Švitrigaila contó con la ayuda de Sayid Ahmad I, Khan de la Horda de Oro, y escribió al Papa Eugenio IV y al Concilio de Florencia con la esperanza de obtener su apoyo prometiendo una unión de la iglesia. [10] Planeó atacar la capital del Gran Ducado, Vilnius, y reasumir el trono. Ambas partes sufrieron grandes pérdidas, y la victoria final fue para Segismundo. La Orden Teutónica oficialmente observó la tregua, pero continuó su apoyo secreto a Švitrigaila, principalmente a través de su filial de Livonia.

## Invasión Hussita de Prusia
En junio de 1433, Polonia se alió con los husitas checos para evitar que la Orden Teutónica enviara apoyo secreto a Švitrigaila a través de su filial de Livonia. Los Caballeros Teutónicos habían apoyado al Papa y al Sacro Emperador Romano Segismundo contra los herejes husitas durante las Guerras Husitas. Durante su último y más grande " hermoso paseo ", las fuerzas checas bajo Jan Čapek de Sány también fueron apoyadas por el duque de Pomerania Bogusław IX del Ducado de Stolp (Słupsk). Durante cuatro meses, el ejército husita arrasó los territorios teutónicos en Neumark, Pomerania y Prusia occidental. Atacaron a Konitz (ahora Chojnice), Schwetz (ahora Świecie) y Danzig (ahora Gdańsk). Capturaron varias ciudades y castillos, incluido Dirschau (ahora Tczew) el 29 de agosto de 1433. A pesar de su asedio fallido de Danzig, los husitas celebraron su "hermoso paseo" llenando simbólicamente sus botellas con agua del mar Báltico.
El 13 de septiembre de 1433 se firmó una tregua en Jasiniec. Las negociaciones polaco-teutónicas continuaron en Brześć Kujawski, y las negociaciones husitas-católicas continuaron en el Consejo de Florencia y en la Dieta Checa en Praga. La invasión liderada por los polacos de Neumark y Pomerania había tenido éxito, cortando la Orden Teutónica del apoyo del Sacro Imperio Romano, y convenciendo a la Orden de firmar un tratado con los polacos. El 15 de diciembre de 1433, se firmó la tregua de doce años de Łęczyca entre los polacos y la Orden en Łęczyca (lo que llevó a algunos historiadores polacos a dividir esta guerra polaco-teutónica en dos guerras: en 1431-1433; 1435). Los Caballeros Teutónicos aceptaron la mayoría de las demandas polacas, incluso que la Orden dejó de apoyar a Švitrigaila, cada lado controlaría los territorios que ocupaba hasta que se firmara la paz ( uti possidetis ), y ningún partido buscaría la mediación por poderes extranjeros para alterar esta tregua. Esto marcó el final de la guerra en suelo polaco; la lucha en tierras lituanas continuaría por dos años más, ya que la tregua con Polonia no se extendió a la Orden de Livonia.

## Batalla decisiva
En julio y agosto de 1433, Švitrigaila y sus aliados de Livonia asaltaron Lida, Kreva y Eišiškės y devastó los suburbios de Vilna, Trakai y Kaunas. Las hostilidades fueron brevemente detenidas por la peste de caballos. Cuando Jogaila murió en mayo de 1434, la Orden reanudó su apoyo a Švitrigaila, quien reunió a sus seguidores, incluidos caballeros de la Orden de Livonia, los duques ortodoxos y su sobrino Segismundo Korybut, un distinguido comandante militar de los husitas. En julio de 1435, Švitrigaila frustrado un golpe contra él en Smolensk. El líder del golpe Obispo ortodoxo Gerasim, consagrado como Patriarca de Moscú y de todas las Rusias en 1432, fue quemado en la hoguera. La batalla final, en Pabaiskas, se libró en septiembre de 1435 cerca de Ukmergė (Vilkomir, Wiłkomierz), al noroeste de Vilnius. Se estima que involucró a 30,000 hombres en ambos lados. El ejército de Švitrigaila, dirigido por Segismundo Korybut, fue dividido por el ejército lituano-polaco atacante, dirigido por Michael Žygimantaitis, y profundamente derrotado.
Švitrigaila, con un pequeño grupo de seguidores, logró escapar a Polotsk. La Orden de Livonia había sufrido una gran derrota, a veces comparada con la que se había infligido a los Caballeros Teutónicos en la batalla de Grunwald en 1410. El 31 de diciembre de 1435 los Caballeros Teutónicos firmaron un tratado de paz en Brześć Kujawski. Acordaron suspender su apoyo a Švitrigaila y, en el futuro, apoyar únicamente a los Grandes Duques elegidos conjuntamente por Polonia y Lituania. El tratado no modificó las fronteras que había establecido el Tratado de Melno en 1422. La paz de Brześć Kujawski demostró que los Caballeros Teutónicos habían perdido su condición de misionero universal. Las Órdenes teutónicas y livonias ya no interferían en los asuntos polaco-lituanos; en cambio, Polonia y Lituania se involucrarían en la Guerra de los Trece Años (1454-1466), la guerra civil que destruiría a Prusia por la mitad.

## Consecuencias
Švitrigaila estaba perdiendo su influencia en los principados eslavos y ya no podía resistir a Polonia y Segismundo. El 4 de septiembre de 1437 intentó reconciliarse con Polonia: gobernaría las tierras que aún lo respaldaban (principalmente Kiev y Volinia), y después de su muerte estos territorios pasarían al rey de Polonia. Sin embargo, bajo fuerte protesta de Segismundo, el Senado polaco se negó a ratificar el tratado. En 1438, Švitrigaila se retiró a Moldavia. El reinado de Sigismund Kęstutaitis fue breve: fue asesinado en 1440. Švitrigaila regresó del exilio en 1442 y gobernó Lutsk hasta su muerte, una década más tarde.
El hijo de Jogaila, Casimiro IV Jagellón, nacido en 1426, recibió aprobación como hospodar hereditario de las familias gobernantes de Lituania en 1440. Los historiadores Jerzy Lukowski y Hubert Zawadzki vieron este evento como el final de la disputa por la sucesión.